# Torneo Apertura 2018 (Liga MX Femenil)
El Torneo Apertura 2018 fue la III edición del campeonato de liga de la Primera División Femenil de México.
La Primera División Femenil de México, conocida también como Liga MX Femenil, es la principal liga de fútbol profesional femenil en México. Está regulada por la Federación Mexicana de Fútbol e integrada por los 18 clubes que conforman la Liga MX.
La LIGA MX Femenil sigue en constante evolución, es así que, luego de realizar la Asamblea Ordinaria de la LIGA MX, se aprobó la participación de 18 clubes en la LIGA MX Femenil, incluyendo la incorporación del Club Puebla y el Club Lobos BUAP.

## Sistema de competición
El torneo de la Primera División Femenil de México, está conformado en dos partes:
- Fase de calificación: Se integra por las 18 jornadas del torneo, descansando un equipo de cada grupo por jornada.
- Fase final: Se integra por los partidos de cuartos de final, semifinal y final.

### Fase de clasificación
En la fase de clasificación se observará el sistema de puntos. La ubicación en cada grupo está sujeta a lo siguiente:
- Por juego ganado se obtendrán tres puntos.
- Por juego empatado se obtendrá un punto.
- Por juego perdido no se otorgan puntos.

En esta fase participan los 18 clubes de la Liga MX Femenil dividiéndose en dos grupos de 9, enfrentándose cada equipo a visita recíproca.
El orden de los clubes al final de la fase de calificación del torneo corresponderá a la suma de los puntos obtenidos por cada uno de ellos y se presentará en forma descendente. Si al finalizar las 18 jornadas del torneo, dos o más clubes estuviesen empatados en puntos, su posición en la tabla general será determinada atendiendo a los siguientes criterios de desempate:
1. Mejor diferencia entre los goles anotados y recibidos
2. Mayor número de goles anotados
3. Mayor número de goles anotados como visitante
4. Marcadores particulares entre los Clubes empatados
5. Tabla Fair Play
6. Sorteo

Los ocho clubes clasificados serán reubicados en un solo listado del número 1 al 8; entendiendo el uno como el Club con mejor desempeño a lo largo de la Fase Regular y así sucesivamente hasta llegar al Club número 8.
En los cuartos de final se enfrentarán a visita recíproca el Club que haya terminado el primero lugar contra aquel que haya calificado en la octava posición, el segundo jugará contra el séptimo y así sucesivamente.
Los Clubes que aspiren a avanzar a Semifinales serán aquellos a quienes les favorezca el “marcador global”, es decir, aquellos que hayan anotado el mayor número de goles en ambos partidos (ida y vuelta). En caso de existir empate global, resultará vencedor aquel que cuente con más anotaciones en calidad de visitante. En caso de que persistiera el empate sería necesario observar la posición de los Clubes en la Tabla General.
Los cuatro Clubes que clasifiquen a Semifinales deberán ser nuevamente enlistados del 1 al 4 de acuerdo con su posición en la Tabla General. Para que entonces se enfrenten, una vez más a visita recíproca, el primero contra el cuarto y el segundo contra el tercero.
La Gran Final la jugarán los dos clubes que hayan resultado vencedores en la instancia de semifinales. Quien haya terminado la Fase Regular mejor posicionado en la Tabla General tendrá el beneficio de jugar como local en el partido de vuelta de la Gran Final.

## Información de los equipos

### Equipos por Entidad Federativa
Para el III torneo de la liga, la entidad federativa de los Estados Unidos Mexicanos con más equipos en la Primera División Femenil es la Ciudad de México con tres equipos.
| Santos Laguna Pachuca Monterrey Tigres UANL Monarcas Morelia Atlas Guadalajara Tijuana Toluca América Cruz Azul Pumas UNAM León Tiburones Rojos Querétaro Necaxa Puebla Lobos BUAP |

| Entidad Federativa | N.º | Equipos                   |
| ------------------ | --- | ------------------------- |
| Ciudad de México   | 3   | América, Cruz Azul y UNAM |
| Jalisco            | 2   | Atlas y Guadalajara       |
| Nuevo León         | 2   | Monterrey y Tigres        |
| Puebla             | 2   | Puebla y Lobas BUAP       |
| Aguascalientes     | 1   | Necaxa                    |
| Baja California    | 1   | Xolas de Tijuana          |
| Coahuila           | 1   | Santos Laguna             |
| Estado de México   | 1   | Toluca                    |
| Guanajuato         | 1   | León                      |
| Hidalgo            | 1   | Pachuca                   |
| Michoacán          | 1   | Monarcas                  |
| Querétaro          | 1   | Querétaro                 |
| Veracruz           | 1   | Tiburones Rojos           |

## Torneo Regular
- El Calendario completo según la página oficial.
- Los horarios son correspondientes al Tiempo del Centro de México (UTC-6 y UTC-5 en horario de verano).

| 1 | Cruz Azul   | 1 - 2 | Pachuca    | 10 de diciembre | 13 de julio | 16:00 | 984   | 3 | 0 |
| 2 | Necaxa      | 0 - 1 | Santos     | Victoria        | 13 de julio | 16:00 | 460   | 0 | 0 |
| 1 | Puebla      | 4 - 0 | Veracruz   | Los Olivos      | 15 de julio | 12:00 | 700   | 2 | 0 |
| 2 | Monarcas    | 1 - 0 | Atlas      | Morelos         | 16 de julio | 16:00 | 1,785 | 1 | 0 |
| 1 | Toluca      | 4 - 0 | Lobos BUAP | Nemesio Diez    | 16 de julio | 18:00 | 2,334 | 1 | 0 |
| 2 | Guadalajara | 1 - 0 | León       | Akron           | 16 de julio | 19:00 | 1,715 | 2 | 0 |
| 2 | Tigres      | 4 - 2 | Querétaro  | Universitario   | 16 de julio | 20:00 | 9,235 | 1 | 0 |
| 1 | Tijuana     | 1 - 0 | UNAM       | Caliente        | 16 de julio | 21:00 | 933   | 3 | 0 |

Descansan:  América (G1) y  Monterrey (G2)
| 2 | León       | 1 - 3 | Tigres      | Nou Camp              | 20 de julio | 19:00 | 1,946 | 1 | 0 |
| 2 | Atlas      | 0 - 2 | Guadalajara | Jalisco               | 21 de julio | 11:00 | 5,652 | 3 | 0 |
| 2 | Monterrey  | 4 - 0 | Necaxa      | El Barrial            | 22 de julio | 10:30 | 250   | 0 | 0 |
| 1 | Lobos BUAP | 4 - 3 | Cruz Azul   | Olímpico de la BUAP   | 22 de julio | 18:30 | 935   | 4 | 0 |
| 1 | Veracruz   | 1 - 1 | Tijuana     | Luis "Pirata" Fuentes | 23 de julio | 17:00 | 485   | 3 | 0 |
| 1 | Pachuca    | 2 - 1 | Puebla      | Hidalgo               | 23 de julio | 19:00 | 7,444 | 2 | 0 |
| 1 | América    | 2 - 1 | Toluca      | Azteca                | 23 de julio | 20:00 | 1,504 | 1 | 0 |
| 2 | Santos     | 1 - 1 | Monarcas    | TSM Corona            | 23 de julio | 21:00 | 1,017 | 3 | 1 |

Descansan:  UNAM (G1) y  Querétaro (G2)
| 1 | Cruz Azul   | 0 - 3 | América    | 10 de diciembre       | 27 de julio | 16:00 | 1,213 | 3 | 0 |
| 2 | Querétaro   | 2 - 1 | León       | Corregidora           | 27 de julio | 16:00 | 1,111 | 2 | 0 |
| 1 | UNAM        | 2 - 0 | Veracruz   | La Cantera - Cancha 1 | 28 de julio | 12:00 | 800   | 1 | 0 |
| 1 | Puebla      | 0 - 0 | Lobos BUAP | Cuauhtémoc            | 29 de julio | 12:00 | 1,700 | 0 | 0 |
| 2 | Guadalajara | 3 - 1 | Santos     | Verde Valle           | 29 de julio | 12:30 | 1,267 | 2 | 0 |
| 2 | Morelia     | 1 - 1 | Monterrey  | Morelos               | 30 de julio | 16:00 | 2,862 | 1 | 0 |
| 2 | Tigres      | 2 - 2 | Atlas      | Universitario         | 30 de julio | 20:00 | 7,250 | 2 | 0 |
| 1 | Tijuana     | 1 - 0 | Pachuca    | Caliente              | 30 de julio | 21:00 | 1,133 | 3 | 0 |

Descansan:  Toluca (G1) y  Necaxa (G2)
| 2 | Necaxa     | 0 - 0 | Monarcas    | Victoria                  | 3 de agosto | 16:00 | 365   | 1 | 1 |
| 2 | Atlas      | 5 - 0 | Querétaro   | Alfredo "Pistache" Torres | 4 de agosto | 11:00 | 327   | 3 | 0 |
| 1 | América    | 2 - 0 | Puebla      | Cancha Centenario #5      | 5 de agosto | 16:00 | 355   | 0 | 0 |
| 1 | Lobos BUAP | 2 - 1 | Tijuana     | Olímpico de la BUAP       | 5 de agosto | 18:30 | 876   | 0 | 0 |
| 1 | Toluca     | 5 - 0 | Cruz Azul   | Nemesio Diez              | 6 de agosto | 18:00 | 2,396 | 3 | 1 |
| 1 | Pachuca    | 1 - 0 | UNAM        | Hidalgo                   | 6 de agosto | 19:00 | 3,327 | 3 | 0 |
| 2 | Monterrey  | 0 - 0 | Guadalajara | BBVA Bancomer             | 6 de agosto | 21:00 | 4,645 | 1 | 0 |
| 2 | Santos     | 1 - 4 | Tigres      | TSM Corona                | 6 de agosto | 21:00 | 1,346 | 3 | 0 |

Descansan:  Veracruz (G1) y  León (G2)
| 2 | Querétaro   | 3 - 1 | Santos     | Corregidora           | 10 de agosto | 16:00 | 778    | 4 | 0 |
| 1 | UNAM        | 1 - 0 | Lobos BUAP | La Cantera - Cancha 1 | 11 de agosto | 12:00 | 650    | 2 | 0 |
| 1 | Puebla      | 1 - 2 | Toluca     | Cuauhtémoc            | 12 de agosto | 12:00 | 508    | 1 | 0 |
| 2 | Guadalajara | 1 - 0 | Necaxa     | Verde Valle           | 13 de agosto | 16:30 | 960    | 1 | 0 |
| 1 | Veracruz    | 2 - 2 | Pachuca    | Luis "Pirata" Fuentes | 13 de agosto | 18:00 | 365    | 5 | 0 |
| 2 | León        | 1 - 2 | Atlas      | Nou Camp              | 13 de agosto | 19:00 | 770    | 3 | 0 |
| 2 | Tigres      | 2 - 2 | Monterrey  | Universitario         | 13 de agosto | 20:00 | 37,601 | 6 | 0 |
| 1 | Tijuana     | 0 - 1 | América    | Caliente              | 13 de agosto | 21:00 | 6,333  | 1 | 0 |

Descansan:  Cruz Azul (G1) y  Monarcas (G2)
| 1 | Cruz Azul  | 0 - 0 | Puebla      | 10 de diciembre      | 17 de agosto | 16:00 | 496   | 1 | 0 |
| 2 | Necaxa     | 1 - 3 | Tigres      | Victoria             | 17 de agosto | 16:00 | 521   | 1 | 1 |
| 1 | Lobos BUAP | 0 - 2 | Veracruz    | Olímpico de la BUAP  | 19 de agosto | 10:00 | 623   | 0 | 0 |
| 2 | Monterrey  | 8 - 0 | Querétaro   | El Barrial           | 19 de agosto | 10:30 | 325   | 1 | 0 |
| 1 | América    | 0 - 1 | UNAM        | Cancha Centenario #5 | 19 de agosto | 16:00 | 420   | 2 | 0 |
| 2 | Monarcas   | 1 - 5 | Guadalajara | Morelos              | 20 de agosto | 16:00 | 5,024 | 1 | 0 |
| 2 | Santos     | 1 - 2 | León        | TSM Corona           | 20 de agosto | 21:00 | 708   | 3 | 0 |
| 1 | Tijuana    | 1 - 2 | Toluca      | Caliente             | 20 de agosto | 21:00 | 933   | 2 | 2 |

Descansan:  Pachuca (G1) y  Atlas (G2)
| 2 | Querétaro | 0 - 0 | Necaxa     | Corregidora               | 24 de agosto | 16:00 | 425   | 0 | 0 |
| 2 | Atlas     | 1 - 0 | Santos     | Alfredo "Pistache" Torres | 25 de agosto | 11:00 | 320   | 1 | 0 |
| 1 | UNAM      | 0 - 0 | Toluca     | La Cantera - Cancha 1     | 27 de agosto | 16:00 | 450   | 0 | 0 |
| 1 | Veracruz  | 0 - 3 | América    | Luis "Pirata" Fuentes     | 27 de agosto | 18:00 | 423   | 3 | 0 |
| 2 | León      | 1 - 1 | Monterrey  | León                      | 27 de agosto | 19:00 | 1,123 | 3 | 1 |
| 1 | Pachuca   | 1 - 0 | Lobos BUAP | Hidalgo                   | 27 de agosto | 19:00 | 2,145 | 0 | 0 |
| 2 | Tigres    | 4 - 0 | Monarcas   | Universitario             | 27 de agosto | 20:00 | 7,150 | 1 | 0 |
| 1 | Tijuana   | 1 - 1 | Cruz Azul  | Caliente                  | 27 de agosto | 21:00 | 1,233 | 2 | 0 |

Descansan:  Puebla (G1) y  Guadalajara (G2)
| 1 | Cruz Azul   | 0 - 2 | UNAM      | 10 de diciembre      | 7 de septiembre  | 16:00 | 552   | 3 | 0 |
| 2 | Necaxa      | 0 - 0 | León      | Victoria             | 7 de septiembre  | 16:00 | 223   | 2 | 0 |
| 2 | Monterrey   | 1 - 1 | Atlas     | El Barrial           | 9 de septiembre  | 10:30 | 353   | 4 | 0 |
| 1 | Puebla      | 3 - 0 | Tijuana   | Cuauhtémoc           | 9 de septiembre  | 12:00 | 450   | 1 | 0 |
| 1 | América     | 0 - 2 | Pachuca   | Cancha Centenario #5 | 9 de septiembre  | 16:00 | 270   | 0 | 0 |
| 2 | Monarcas    | 1 - 2 | Querétaro | Morelos              | 10 de septiembre | 16:00 | 975   | 0 | 0 |
| 1 | Toluca      | 7 - 1 | Veracruz  | Nemesio Diez         | 10 de septiembre | 18:00 | 1,135 | 0 | 0 |
| 2 | Guadalajara | 1 - 3 | Tigres    | Akron                | 10 de septiembre | 19:00 | 2,389 | 1 | 4 |

Descansan:  Lobos BUAP (G1) y  Santos (G2)
| 1 | UNAM       | 0 - 0 | Puebla      | La Cantera - Cancha 1     | 12 de septiembre | 16:00 | 420   | 0 | 0 |
| 2 | Atlas      | 4 - 1 | Necaxa      | Alfredo "Pistache" Torres | 13 de septiembre | 11:00 | 257   | 1 | 0 |
| 1 | Querétaro  | 0 - 0 | Guadalajara | Corregidora               | 13 de septiembre | 16:00 | 1,125 | 1 | 1 |
| 2 | León       | 1 - 0 | Monarcas    | León                      | 13 de septiembre | 17:00 | 333   | 2 | 0 |
| 1 | Veracruz   | 2 - 0 | Cruz Azul   | Luis "Pirata" Fuentes     | 13 de septiembre | 18:00 | 298   | 4 | 0 |
| 1 | Lobos BUAP | 1 - 2 | América     | Olímpico de la BUAP       | 13 de septiembre | 19:00 | 464   | 0 | 0 |
| 1 | Pachuca    | 1 - 2 | Toluca      | Hidalgo                   | 13 de septiembre | 19:00 | 3,222 | 5 | 0 |
| 2 | Santos     | 1 - 2 | Monterrey   | TSM Corona                | 13 de septiembre | 21:00 | 675   | 1 | 0 |

Descansan:  Tijuana (G1) y  Tigres (G2)
| 1 | UNAM       | 4 - 1 | Tijuana     | La Cantera - Cancha 1     | 15 de septiembre | 12:00 | 480   | 0 | 0 |
| 2 | Atlas      | 2 - 0 | Monarcas    | Alfredo "Pistache" Torres | 17 de septiembre | 11:00 | 163   | 3 | 0 |
| 2 | Querétaro  | 1 - 2 | Tigres      | Centro Gallo - Cancha 2   | 17 de septiembre | 16:00 | 310   | 1 | 0 |
| 1 | Lobos BUAP | 2 - 2 | Toluca      | Olímpico de la BUAP       | 17 de septiembre | 16:00 | 500   | 3 | 0 |
| 1 | Veracruz   | 1 - 1 | Puebla      | Luis "Pirata" Fuentes     | 17 de septiembre | 18:00 | 210   | 1 | 0 |
| 2 | León       | 3 - 5 | Guadalajara | León                      | 17 de septiembre | 19:00 | 2,047 | 3 | 0 |
| 2 | Pachuca    | 3 - 0 | Cruz Azul   | Hidalgo                   | 17 de septiembre | 19:00 | 4,231 | 2 | 0 |
| 2 | Santos     | 1 - 1 | Necaxa      | TSM Corona                | 17 de septiembre | 21:00 | 421   | 0 | 0 |

Descansan:  América (G1) y  Monterrey (G2)
| 1 | Cruz Azul   | 2 - 3 | Lobos BUAP | 10 de diciembre | 21 de septiembre | 16:00 | 386   | 1 | 0 |
| 2 | Necaxa      | 0 - 2 | Monterrey  | Victoria        | 21 de septiembre | 16:00 | 284   | 3 | 1 |
| 1 | Puebla      | 3 - 3 | Pachuca    | Cuauhtémoc      | 23 de septiembre | 12:00 | 490   | 1 | 0 |
| 2 | Monarcas    | 3 - 2 | Santos     | Morelos         | 24 de septiembre | 16:00 | 753   | 4 | 0 |
| 1 | Toluca      | 1 - 1 | América    | Nemesio Diez    | 24 de septiembre | 18:00 | 3,899 | 0 | 0 |
| 2 | Guadalajara | 2 - 0 | Atlas      | Akron           | 24 de septiembre | 19:00 | 4,439 | 2 | 0 |
| 2 | Tigres      | 1 - 1 | León       | Universitario   | 24 de septiembre | 20:00 | 4,204 | 3 | 0 |
| 1 | Tijuana     | 0 - 0 | Veracruz   | Caliente        | 24 de septiembre | 21:00 | 953   | 1 | 0 |

Descansan:  UNAM (G1) y  Querétaro (G2)
| 2 | León       | 1 - 1 | Querétaro   | León                      | 28 de septiembre | 19:00 | 459   | 0 | 0 |
| 2 | Atlas      | 1 - 1 | Tigres      | Alfredo "Pistache" Torres | 29 de septiembre | 11:00 | 639   | 3 | 0 |
| 2 | Monterrey  | 5 - 0 | Monarcas    | El Barrial                | 30 de septiembre | 10:30 | 235   | 1 | 0 |
| 1 | Lobos BUAP | 0 - 2 | Puebla      | Olímpico de la BUAP       | 30 de septiembre | 18:30 | 650   | 2 | 0 |
| 1 | América    | 3 - 0 | Cruz Azul   | Cancha Centenario #5      | 1 de octubre     | 16:00 | 385   | 3 | 0 |
| 1 | Veracruz   | 0 - 3 | UNAM        | Luis "Pirata" Fuentes     | 1 de octubre     | 18:00 | 329   | 3 | 0 |
| 1 | Pachuca    | 1 - 0 | Tijuana     | Hidalgo                   | 1 de octubre     | 19:00 | 2,343 | 0 | 0 |
| 2 | Santos     | 1 - 3 | Guadalajara | TSM Corona                | 1 de octubre     | 21:00 | 1,759 | 2 | 0 |

Descansan:  Toluca (G1) y  Necaxa (G2)
| 1 | Cruz Azul   | 0 - 3 | Toluca     | 10 de diciembre       | 12 de octubre | 16:00 | 319   | 4 | 0 |
| 2 | Querétaro   | 0 - 1 | Atlas      | Corregidora           | 12 de octubre | 16:00 | 536   | 0 | 0 |
| 2 | Tigres      | 3 - 0 | Santos     | Instalaciones Zuazua  | 13 de octubre | 10:00 | 400   | 2 | 0 |
| 1 | UNAM        | 0 - 3 | Pachuca    | La Cantera - Cancha 1 | 13 de octubre | 12:00 | 587   | 2 | 0 |
| 1 | Puebla      | 1 - 1 | América    | Cuauhtémoc            | 14 de octubre | 12:00 | 680   | 0 | 0 |
| 2 | Monarcas    | 1 - 2 | Necaxa     | Morelos               | 15 de octubre | 16:00 | 1,385 | 0 | 0 |
| 2 | Guadalajara | 1 - 3 | Monterrey  | Akron                 | 15 de octubre | 19:00 | 1,668 | 2 | 0 |
| 1 | Tijuana     | 0 - 2 | Lobos BUAP | Caliente              | 15 de octubre | 21:00 | 1,333 | 1 | 0 |

Descansan:  Veracruz (G1) y  León (G2)
| 2 | Necaxa     | 0 - 3 | Guadalajara | Casa Club Cancha #5       | 19 de octubre | 16:00 | 1,200  | 2 | 0 |
| 2 | Atlas      | 3 - 0 | León        | Alfredo "Pistache" Torres | 20 de octubre | 11:00 | 437    | 2 | 0 |
| 1 | América    | 2 - 1 | Tijuana     | Cancha Centenario #5      | 21 de octubre | 16:00 | 428    | 2 | 0 |
| 1 | Lobos BUAP | 0 - 1 | UNAM        | Olímpico de la BUAP       | 21 de octubre | 18:00 | 300    | 5 | 0 |
| 1 | Toluca     | 0 - 2 | Puebla      | Nemesio Diez              | 22 de octubre | 18:00 | 715    | 0 | 0 |
| 1 | Pachuca    | 3 - 0 | Veracruz    | Hidalgo                   | 22 de octubre | 19:00 | 2,730  | 3 | 0 |
| 2 | Monterrey  | 4 - 5 | Tigres      | BBVA Bancomer             | 22 de octubre | 21:00 | 17,321 | 3 | 0 |
| 2 | Santos     | 2 - 2 | Querétaro   | TSM Corona                | 22 de octubre | 21:00 | 477    | 4 | 0 |

Descansan:  Cruz Azul (G1) y  Monarcas (G2)
| 2 | Guadalajara | 1 - 1 | Monarcas   | Verde Valle           | 24 de octubre   | 16:00 | 310   | 3 | 0 |
| 1 | UNAM        | 0 - 2 | América    | La Cantera - Cancha 1 | 24 de octubre   | 16:00 | 575   | 1 | 1 |
| 1 | Veracruz    | 2 - 1 | Lobos BUAP | Luis "Pirata" Fuentes | 25 de octubre   | 10:00 | 70    | 4 | 0 |
| 1 | Puebla      | 3 - 0 | Cruz Azul  | Cuauhtémoc            | 25 de octubre   | 11:00 | 150   | 1 | 0 |
| 2 | Querétaro   | 1 - 2 | Monterrey  | Corregidora           | 25 de octubre   | 16:00 | 374   | 0 | 0 |
| 1 | Toluca      | 3 - 1 | Tijuana    | Nemesio Diez          | 25 de octubre   | 18:00 | 571   | 1 | 0 |
| 2 | León        | 3 - 0 | Santos     | León                  | 25 de octubre   | 19:00 | 305   | 0 | 0 |
| 2 | Tigres      | 7 - 0 | Necaxa     | Universitario         | 12 de noviembre | 20:00 | 3,215 | 3 | 0 |

Descansan:  Pachuca (G1) y  Atlas (G2)
| 1 | Cruz Azul  | 3 - 1 | Tijuana   | 10 de diciembre      | 28 de octubre | 10:00 | 438   | 3 | 0 |
| 2 | Necaxa     | 0 - 1 | Querétaro | Victoria             | 28 de octubre | 16:00 | 183   | 0 | 0 |
| 1 | Lobos BUAP | 2 - 3 | Pachuca   | Olímpico de la BUAP  | 29 de octubre | 16:00 | 430   | 0 | 0 |
| 2 | Monarcas   | 1 - 5 | Tigres    | Morelos              | 29 de octubre | 16:00 | 2,101 | 1 | 0 |
| 1 | América    | 2 - 0 | Veracruz  | Cancha Centenario #5 | 29 de octubre | 16:00 | 327   | 0 | 0 |
| 1 | Toluca     | 1 - 2 | UNAM      | Nemesio Diez         | 29 de octubre | 18:00 | 1,322 | 1 | 0 |
| 2 | Monterrey  | 0 - 1 | León      | BBVA Bancomer        | 29 de octubre | 19:00 | 1,137 | 0 | 0 |
| 2 | Santos     | 1 - 1 | Atlas     | TSM Corona           | 29 de octubre | 21:00 | 614   | 4 | 0 |

Descansan:  Puebla (G1) y  Guadalajara (G2)
| 2 | Querétaro | 0 - 3 | Monarcas    | Corregidora               | 2 de noviembre | 16:00 | 644    | 2 | 0 |
| 2 | Atlas     | 1 - 1 | Monterrey   | Alfredo "Pistache" Torres | 3 de noviembre | 11:00 | 754    | 2 | 0 |
| 1 | UNAM      | 0 - 1 | Cruz Azul   | La Cantera - Cancha 1     | 3 de noviembre | 12:00 | 720    | 7 | 2 |
| 1 | Veracruz  | 2 - 4 | Toluca      | Luis "Pirata" Fuentes     | 5 de noviembre | 18:00 | 98     | 2 | 0 |
| 1 | Pachuca   | 3 - 2 | América     | Hidalgo                   | 5 de noviembre | 19:00 | 6,536  | 1 | 0 |
| 2 | Tigres    | 2 - 1 | Guadalajara | Universitario             | 5 de noviembre | 20:00 | 13,521 | 1 | 0 |
| 2 | León      | 1 - 0 | Necaxa      | León                      | 5 de noviembre | 21:00 | 324    | 1 | 0 |
| 1 | Tijuana   | 0 - 3 | Puebla      | Caliente                  | 5 de noviembre | 21:00 | 833    | 1 | 0 |

Descansan:  Lobos BUAP (G1) y  Santos (G2)
| 1 | Cruz Azul   | 2 - 1 | Veracruz   | 10 de diciembre      | 16 de noviembre | 15:45 | 313   | 1 | 0 |
| 2 | Necaxa      | 0 - 4 | Atlas      | Victoria             | 16 de noviembre | 16:00 | 182   | 1 | 0 |
| 2 | Monterrey   | 2 - 0 | Santos     | BBVA Bancomer        | 16 de noviembre | 21:00 | 1,023 | 2 | 0 |
| 2 | Guadalajara | 1 - 1 | Querétaro  | Verde Valle          | 17 de noviembre | 10:00 | 360   | 2 | 0 |
| 1 | Toluca      | 0 - 1 | Pachuca    | Nemesio Diez         | 17 de noviembre | 12:00 | 557   | 3 | 0 |
| 1 | América     | 2 - 1 | Lobos BUAP | Cancha Centenario #5 | 17 de noviembre | 16:00 | 500   | 1 | 0 |
| 1 | Puebla      | 1 - 1 | UNAM       | Cuauhtémoc           | 18 de noviembre | 12:00 | 695   | 2 | 0 |
| 2 | Morelia     | 1 - 3 | León       | Morelos              | 19 de noviembre | 16:00 | 1,519 | 4 | 0 |

Descansan:  Tijuana (G1) y  Tigres (G2)

## Tablas
| Simbología |
| --- |
| Pos – Posición; PJ – Partidos Jugados; PG - Partidos Ganados; PE - Partidos Empatados; PP - Partidos Perdidos; GF – Goles a Favor; GC – Goles en Contra; DIF – Diferencia de Goles; PTS - Puntos. |

|  | Líder, Clasifica a cuartos de final (1º Lugar).   |
|  | Clasifica a cuartos de final (2º, 3º y 4º Lugar). |

Fecha de actualización: 20 de noviembre de 2018

### Grupo 1
|    | Equipos    | PJ | PG | PE | PP | GF | GC | Dif. | Pts. |
| -- | ---------- | -- | -- | -- | -- | -- | -- | ---- | ---- |
| 1. | Pachuca    | 16 | 12 | 2  | 2  | 31 | 14 | 17   | 38   |
| 2. | América    | 16 | 11 | 2  | 3  | 28 | 12 | 16   | 35   |
| 3. | Toluca     | 16 | 9  | 3  | 4  | 37 | 17 | 20   | 30   |
| 4. | Pumas UNAM | 16 | 9  | 3  | 4  | 20 | 10 | 10   | 30   |
| 5. | Puebla     | 16 | 6  | 7  | 3  | 25 | 12 | 13   | 25   |
| 6. | Lobos BUAP | 16 | 4  | 2  | 10 | 18 | 28 | -10  | 14   |
| 7. | Veracruz   | 16 | 3  | 4  | 9  | 14 | 35 | -21  | 13   |
| 8. | Tijuana    | 16 | 2  | 3  | 11 | 10 | 28 | -18  | 9    |
| 9. | Cruz Azul  | 16 | 2  | 2  | 12 | 12 | 39 | -27  | 8    |

### Grupo 2
|    | Equipos          | PJ | PG | PE | PP | GF | GC | Dif. | Pts. |
| -- | ---------------- | -- | -- | -- | -- | -- | -- | ---- | ---- |
| 1. | Tigres UANL      | 16 | 12 | 4  | 0  | 51 | 19 | 32   | 40   |
| 2. | Guadalajara      | 16 | 9  | 4  | 3  | 30 | 16 | 14   | 31   |
| 3. | Monterrey        | 16 | 8  | 6  | 2  | 38 | 15 | 23   | 30   |
| 4. | Atlas            | 16 | 8  | 5  | 3  | 28 | 13 | 15   | 29   |
| 5. | León             | 16 | 6  | 4  | 6  | 20 | 21 | -1   | 22   |
| 6. | Querétaro        | 16 | 4  | 5  | 7  | 16 | 32 | -16  | 17   |
| 7. | Monarcas Morelia | 16 | 3  | 4  | 9  | 15 | 34 | -19  | 13   |
| 8. | Santos Laguna    | 16 | 1  | 4  | 11 | 14 | 34 | -20  | 7    |
| 9. | Necaxa           | 16 | 1  | 4  | 11 | 5  | 33 | -28  | 7    |

### General
|     | Equipos          | PJ | PG | PE | PP | GF | GC | Dif. | Pts. |
| --- | ---------------- | -- | -- | -- | -- | -- | -- | ---- | ---- |
| 1.  | Tigres UANL      | 16 | 12 | 4  | 0  | 51 | 19 | 32   | 40   |
| 2.  | Pachuca          | 16 | 12 | 2  | 2  | 31 | 14 | 17   | 38   |
| 3.  | América          | 16 | 11 | 2  | 3  | 28 | 12 | 16   | 35   |
| 4.  | Guadalajara      | 16 | 9  | 4  | 3  | 30 | 16 | 14   | 31   |
| 5.  | Monterrey        | 16 | 8  | 6  | 2  | 38 | 15 | 23   | 30   |
| 6.  | Toluca           | 16 | 9  | 3  | 4  | 37 | 17 | 20   | 30   |
| 7.  | Pumas UNAM       | 16 | 9  | 3  | 4  | 20 | 10 | 10   | 30   |
| 8.  | Atlas            | 16 | 8  | 5  | 3  | 28 | 13 | 15   | 29   |
| 9.  | Puebla           | 16 | 6  | 7  | 3  | 25 | 12 | 13   | 25   |
| 10. | León             | 16 | 6  | 4  | 6  | 20 | 21 | -1   | 22   |
| 11. | Querétaro        | 16 | 4  | 5  | 7  | 16 | 32 | -16  | 17   |
| 12. | Lobos BUAP       | 16 | 4  | 2  | 10 | 18 | 28 | -10  | 14   |
| 13. | Monarcas Morelia | 16 | 3  | 4  | 9  | 15 | 34 | -19  | 13   |
| 14. | Veracruz         | 16 | 3  | 4  | 9  | 14 | 35 | -21  | 13   |
| 15. | Tijuana          | 16 | 2  | 3  | 11 | 10 | 28 | -18  | 9    |
| 16. | Cruz Azul        | 16 | 2  | 2  | 12 | 12 | 39 | -27  | 8    |
| 17. | Santos Laguna    | 16 | 1  | 4  | 11 | 14 | 34 | -20  | 7    |
| 18. | Necaxa           | 16 | 1  | 4  | 11 | 5  | 33 | -28  | 7    |

## Liguilla
|  | Cuartos de final                                                 | Cuartos de final                                                 | Cuartos de final                                                 |   |         | Semifinales                                   | Semifinales                                   | Semifinales                                   |  |  | Final                                          | Final                                          | Final                                          |
|  | 21, 22 y 23 de noviembre (ida) 24, 25 y 26 de noviembre (vuelta) | 21, 22 y 23 de noviembre (ida) 24, 25 y 26 de noviembre (vuelta) | 21, 22 y 23 de noviembre (ida) 24, 25 y 26 de noviembre (vuelta) |   |         | 30 de noviembre (ida) 3 de diciembre (vuelta) | 30 de noviembre (ida) 3 de diciembre (vuelta) | 30 de noviembre (ida) 3 de diciembre (vuelta) |  |  | 11 de diciembre (ida) 15 de diciembre (vuelta) | 11 de diciembre (ida) 15 de diciembre (vuelta) | 11 de diciembre (ida) 15 de diciembre (vuelta) |
|  |                                                                  |                                                                  |                                                                  |   |         |                                               |                                               |                                               |  |  |                                                |                                                |                                                |
|  | América                                                          | 2                                                                | 3                                                                |   |         |                                               |                                               |                                               |  |  |                                                |                                                |                                                |
|  | Toluca                                                           | 2                                                                | 1                                                                |   |         |                                               |                                               |                                               |  |  |                                                |                                                |                                                |
|  | Toluca                                                           | 2                                                                | 1                                                                |   | América | 0                                             | 1                                             |                                               |  |  |                                                |                                                |                                                |
|  |                                                                  |                                                                  |                                                                  |   | América | 0                                             | 1                                             |                                               |  |  |                                                |                                                |                                                |
|  |                                                                  | Pachuca                                                          | 0                                                                | 0 |         |                                               |                                               |                                               |  |  |                                                |                                                |                                                |
|  | Pachuca                                                          | Pachuca                                                          | 0                                                                | 0 | 1       | 5                                             |                                               |                                               |  |  |                                                |                                                |                                                |
|  | Pachuca                                                          |                                                                  |                                                                  |   | 1       | 5                                             |                                               |                                               |  |  |                                                |                                                |                                                |
|  | UNAM                                                             | 0                                                                | 1                                                                |   |         |                                               |                                               |                                               |  |  |                                                |                                                |                                                |
|  |                                                                  |                                                                  |                                                                  |   |         |                                               |                                               |                                               |  |  | América                                        | 2                                              | 1                                              |
|  |                                                                  |                                                                  | Tigres                                                           | 2 | 1       |                                               |                                               |                                               |  |  |                                                |                                                |                                                |
|  | Tigres                                                           | 2                                                                | 0                                                                |   |         |                                               |                                               |                                               |  |  |                                                |                                                |                                                |
|  | Atlas                                                            | 1                                                                | 0                                                                |   |         |                                               |                                               |                                               |  |  |                                                |                                                |                                                |
|  | Atlas                                                            | 1                                                                | 0                                                                |   | Tigres  | 1                                             | 4                                             |                                               |  |  |                                                |                                                |                                                |
|  |                                                                  |                                                                  |                                                                  |   | Tigres  | 1                                             | 4                                             |                                               |  |  |                                                |                                                |                                                |
|  |                                                                  | Guadalajara                                                      | 1                                                                | 2 |         |                                               |                                               |                                               |  |  |                                                |                                                |                                                |
|  | Guadalajara                                                      | Guadalajara                                                      | 1                                                                | 2 | 1       | 0                                             |                                               |                                               |  |  |                                                |                                                |                                                |
|  | Guadalajara                                                      |                                                                  |                                                                  |   | 1       | 0                                             |                                               |                                               |  |  |                                                |                                                |                                                |
|  | Monterrey                                                        | 1                                                                | 0                                                                |   |         |                                               |                                               |                                               |  |  |                                                |                                                |                                                |

*América venció a Tigres en tanda de penales con un marcador de 1-3 siendo así campeón por primera vez de la Liga MX Femenil*

### Cuartos de final[2]

#### América vs Toluca
| 21 de noviembre, 18:00 | Toluca                               | 2:2 (2:1) | América              | Estadio Nemesio Diez, Toluca                                             |                                                                          |
|                        | Zaira Miranda 41' · Mariel Roman 43' | Reporte   | Betzy Cuevas 33' 71' | Asistencia: 2,815 espectadores Árbitro(s): Lizzet Amairany García Olvera | Asistencia: 2,815 espectadores Árbitro(s): Lizzet Amairany García Olvera |

| 24 de noviembre, 15:00                            | América                                     | 3:1 (3:1) | Toluca           | Cancha Centenario #5, CDMX                                          |                                                                     |
|                                                   | Lucero Cuevas 1' · Daniela Espinosa 12' 38' | Reporte   | Mariel Roman 42' | Asistencia: 810 espectadores Árbitro(s): Quetzalli Alvarado Godínez | Asistencia: 810 espectadores Árbitro(s): Quetzalli Alvarado Godínez |
| América califica a semifinal con un global de 5-3 |                                             |           |                  |                                                                     |                                                                     |

#### Guadalajara vs Monterrey
| 22 de noviembre, 19:00 | Monterrey                                      | 1:1 (1:0) | Guadalajara | Estadio BBVA Bancomer, Guadalupe                                               |                                                                                |
|                        | Rebeca Bernal 5' · Mónica Monsiváis 46' (a.g.) | Reporte   |             | Asistencia: 3,065 espectadores Árbitro(s): Guadalupe Alondra Arellano Sandoval | Asistencia: 3,065 espectadores Árbitro(s): Guadalupe Alondra Arellano Sandoval |

| 25 de noviembre, 19:00                                                | Guadalajara | 0:0     | Monterrey | Estadio Akron, Zapopan                                                  |                                                                         |
|                                                                       |             | Reporte |           | Asistencia: 3,116 espectadores Árbitro(s): Priscila Eritzel Pérez Borja | Asistencia: 3,116 espectadores Árbitro(s): Priscila Eritzel Pérez Borja |
| Guadalajara clasifica a semifinales por la regla del gol de visitante |             |         |           |                                                                         |                                                                         |

#### Tigres vs Atlas
| 23 de noviembre, 11:00 | Atlas                 | 1:2 (0:1) | Tigres                                   | Alfredo "Pistache" Torres, Jalisco                                |                                                                   |
|                        | Maritza Maldonado 87' | Reporte   | Evelyn González 39' · Katty Martínez 65' | Asistencia: 710 espectadores Árbitro(s): Ana Cristina Alfaro Cano | Asistencia: 710 espectadores Árbitro(s): Ana Cristina Alfaro Cano |

| 26 de noviembre, 20:00                             | Tigres | 0:0     | Atlas | Estadio Universitario, Nuevo León                                      |                                                                        |
|                                                    |        | Reporte |       | Asistencia: 16,269 espectadores Árbitro(s): Katia Itzel García Mendoza | Asistencia: 16,269 espectadores Árbitro(s): Katia Itzel García Mendoza |
| Tigres califica a semifinales con un global de 2-1 |        |         |       |                                                                        |                                                                        |

#### Pachuca vs UNAM
| 23 de noviembre, 15:00 | UNAM | 0:1 (0:0) | Pachuca           | La Cantera Cancha #1, CDMX                                               |                                                                          |
|                        |      | Reporte   | Mónica Ocampo 86' | Asistencia: 873 espectadores Árbitro(s): Francia María González Martínez | Asistencia: 873 espectadores Árbitro(s): Francia María González Martínez |

| 26 de noviembre, 18:00                              | Pachuca                                                              | 5:1 (1:1) | UNAM                                            | Estadio Hidalgo, Pachuca                                           |                                                                    |
|                                                     | Mónica Ocampo 40' 64' · Esbeydi Salazar 75' · Estefany Hernández 82' | Reporte   | Edna Santamaria 24' · Deneva Cagigas 48' (a.g.) | Asistencia: 8,332 espectadores Árbitro(s): Karen Hernández Andrade | Asistencia: 8,332 espectadores Árbitro(s): Karen Hernández Andrade |
| Pachuca califica a semifinales con un global de 6-1 |                                                                      |           |                                                 |                                                                    |                                                                    |

### Semifinales[3]

#### Pachuca vs América
| 30 de noviembre, 15:00 | América | 0:0     | Pachuca | Cancha Centenario #5, CDMX                                            |                                                                       |
|                        |         | Reporte |         | Asistencia: 857 espectadores Árbitro(s): Priscila Eritzel Pérez Borja | Asistencia: 857 espectadores Árbitro(s): Priscila Eritzel Pérez Borja |

| 3 de diciembre, 18:00                          | Pachuca | 0:1 (0:1) | América           | Estadio Hidalgo, Pachuca                                               |                                                                        |
|                                                |         | Reporte   | Lucero Cuevas 11' | Asistencia: 10,332 espectadores Árbitro(s): Katia Itzel García Mendoza | Asistencia: 10,332 espectadores Árbitro(s): Katia Itzel García Mendoza |
| América avanza a la final con un global de 1-0 |         |           |                   |                                                                        |                                                                        |

#### Tigres vs Guadalajara
| 30 de noviembre, 20:00 | Guadalajara           | 1:1 (1:1) | Tigres         | Estadio Akron, Zapopan                                             |                                                                    |
|                        | Brenda Viramontes 16' | Reporte   | Belén Cruz 32' | Asistencia: 3,719 espectadores Árbitro(s): Gustavo Padilla Aguirre | Asistencia: 3,719 espectadores Árbitro(s): Gustavo Padilla Aguirre |

| 3 de diciembre, 20:00                         | Tigres                                                                                  | 4:2 (3:2) | Guadalajara                            | Estadio Universitario, Nuevo León                                      |                                                                        |
|                                               | Liliana Mercado 15' · Lizbeth Ovalle 31' · Greta Espinoza 41' · Christian Jaramillo 91' | Reporte   | Susan Bejarano 29' · Norma Palafox 39' | Asistencia: 21,863 espectadores Árbitro(s): Quetzalli Alvarado Godínez | Asistencia: 21,863 espectadores Árbitro(s): Quetzalli Alvarado Godínez |
| Tigres avanza a la final con un global de 5-3 |                                                                                         |           |                                        |                                                                        |                                                                        |

### Final[4]

#### Tigres vs América
| 11 de diciembre de 2018, 16:00 | América                                                            | 2:2 (1:0) | Tigres             | Estadio Azteca, CDMX                                                     |                                                                          |
|                                | Diana González 42' · Betzy Cuevas 69' · Julieta Peralta 72' (a.g.) | Reporte   | Lizbeth Ovalle 84' | Asistencia: 33,430 espectadores Árbitro(s): Priscila Eritzel Pérez Borja | Asistencia: 33,430 espectadores Árbitro(s): Priscila Eritzel Pérez Borja |

| 15 de diciembre de 2018, 19:00                                                             | Tigres              | 1:1 (0:1) | América            | Estadio Universitario, Nuevo León                                      |                                                                        |
|                                                                                            | Liliana Mercado 71' | Reporte   | Diana González 45' | Asistencia: 41,121 espectadores Árbitro(s): Quetzalli Alvarado Godínez | Asistencia: 41,121 espectadores Árbitro(s): Quetzalli Alvarado Godínez |
| América se coronó campeón de la Liga MX Femenil en tanda de penales con un marcador de 1-3 |                     |           |                    |                                                                        |                                                                        |

*La tanda de penales se menciona en la sección "Final - Vuelta"*

#### Final - Ida
| 1     | POR   | Aurora Santiago   |     |
| 3     | DEF   | Marylin Díaz      |     |
| 4     | DEF   | Ana Lozada        |     |
| 14    | DEF   | Mónica Rodríguez  | 67' |
| 25    | DEF   | Jana Gutiérrez    |     |
| 8     | MED   | Esmeralda Verdugo |     |
| 19    | MED   | Zulma Hernández   |     |
| 20    | MED   | Diana González    |     |
| 9     | DEL   | Lucero Cuevas     |     |
| 10    | DEL   | Daniela Espinosa  |     |
| 18    | DEL   | Betzy Cuevas      |     |
| D. T. | D. T. | Leonardo Cuéllar  |     |

| 1     | POR   | Alejandra Gutiérrez  |     |
| 4     | DEF   | Greta Espinoza       |     |
| 13    | DEF   | Karen Luna           |     |
| 22    | DEF   | Selene Cortés        |     |
| 6     | MED   | Nancy Antonio        |     |
| 7     | MED   | Liliana Mercado      |     |
| 14    | MED   | Lizbeth Ovalle       |     |
| 15    | MED   | Cristina Ferral      | 65' |
| 18    | MED   | Belén Cruz           |     |
| 9     | DEL   | Evelyn González      | 45' |
| 10    | DEL   | Katty Martínez       | 82' |
| D. T. | D. T. | Ramón Villa Zevallos |     |

| 15 | Centrocampista | Julieta Peralta | 67' |

| 8  | Centrocampista | Christian Jaramillo | 45' |
| 11 | Centrocampista | Lydia Rangel        | 65' |
| 30 | Delantero      | Alison González     | 82' |

| 42' · 70' · 72' (a.g.) | Diana González Betzy Cuevas Julieta Peralta | 1:0 2:0 2:1 |

| 84' | Lizbeth Ovalle | 2:2 |

| Principal  | Priscila Pérez  |
| Asistentes | Jéssica Morales |
|            | Damaris Jiménez |
| Cuarto     | Martin Molina   |
| Quinto     | Antonio López   |

|                    |     |     |
| Tiros              | 4   | 2   |
| Tiros a puerta     | 2   | 1   |
| Faltas             | 5   | 9   |
| Saques de esquina  | 2   | 3   |
| Penaltis           | 0   | 0   |
| Fueras de juego    | 2   | 1   |
| Posesión del balón | 53% | 47% |

| Alineación inicial |

| 1     | POR   | Aurora Santiago   |     |
| 3     | DEF   | Marylin Díaz      |     |
| 4     | DEF   | Ana Lozada        |     |
| 14    | DEF   | Mónica Rodríguez  | 67' |
| 25    | DEF   | Jana Gutiérrez    |     |
| 8     | MED   | Esmeralda Verdugo |     |
| 19    | MED   | Zulma Hernández   |     |
| 20    | MED   | Diana González    |     |
| 9     | DEL   | Lucero Cuevas     |     |
| 10    | DEL   | Daniela Espinosa  |     |
| 18    | DEL   | Betzy Cuevas      |     |
| D. T. | D. T. | Leonardo Cuéllar  |     |

| 1     | POR   | Alejandra Gutiérrez  |     |
| 4     | DEF   | Greta Espinoza       |     |
| 13    | DEF   | Karen Luna           |     |
| 22    | DEF   | Selene Cortés        |     |
| 6     | MED   | Nancy Antonio        |     |
| 7     | MED   | Liliana Mercado      |     |
| 14    | MED   | Lizbeth Ovalle       |     |
| 15    | MED   | Cristina Ferral      | 65' |
| 18    | MED   | Belén Cruz           |     |
| 9     | DEL   | Evelyn González      | 45' |
| 10    | DEL   | Katty Martínez       | 82' |
| D. T. | D. T. | Ramón Villa Zevallos |     |

| 15 | Centrocampista | Julieta Peralta | 67' |

| 8  | Centrocampista | Christian Jaramillo | 45' |
| 11 | Centrocampista | Lydia Rangel        | 65' |
| 30 | Delantero      | Alison González     | 82' |

| 42' · 70' · 72' (a.g.) | Diana González Betzy Cuevas Julieta Peralta | 1:0 2:0 2:1 |

| 84' | Lizbeth Ovalle | 2:2 |

| Principal  | Priscila Pérez  |
| Asistentes | Jéssica Morales |
|            | Damaris Jiménez |
| Cuarto     | Martin Molina   |
| Quinto     | Antonio López   |

|                    |     |     |
| Tiros              | 4   | 2   |
| Tiros a puerta     | 2   | 1   |
| Faltas             | 5   | 9   |
| Saques de esquina  | 2   | 3   |
| Penaltis           | 0   | 0   |
| Fueras de juego    | 2   | 1   |
| Posesión del balón | 53% | 47% |

| Alineación inicial |

| 1     | POR   | Aurora Santiago   |     |
| 3     | DEF   | Marylin Díaz      |     |
| 4     | DEF   | Ana Lozada        |     |
| 14    | DEF   | Mónica Rodríguez  | 67' |
| 25    | DEF   | Jana Gutiérrez    |     |
| 8     | MED   | Esmeralda Verdugo |     |
| 19    | MED   | Zulma Hernández   |     |
| 20    | MED   | Diana González    |     |
| 9     | DEL   | Lucero Cuevas     |     |
| 10    | DEL   | Daniela Espinosa  |     |
| 18    | DEL   | Betzy Cuevas      |     |
| D. T. | D. T. | Leonardo Cuéllar  |     |

| 1     | POR   | Alejandra Gutiérrez  |     |
| 4     | DEF   | Greta Espinoza       |     |
| 13    | DEF   | Karen Luna           |     |
| 22    | DEF   | Selene Cortés        |     |
| 6     | MED   | Nancy Antonio        |     |
| 7     | MED   | Liliana Mercado      |     |
| 14    | MED   | Lizbeth Ovalle       |     |
| 15    | MED   | Cristina Ferral      | 65' |
| 18    | MED   | Belén Cruz           |     |
| 9     | DEL   | Evelyn González      | 45' |
| 10    | DEL   | Katty Martínez       | 82' |
| D. T. | D. T. | Ramón Villa Zevallos |     |

| 15 | Centrocampista | Julieta Peralta | 67' |

| 8  | Centrocampista | Christian Jaramillo | 45' |
| 11 | Centrocampista | Lydia Rangel        | 65' |
| 30 | Delantero      | Alison González     | 82' |

| 42' · 70' · 72' (a.g.) | Diana González Betzy Cuevas Julieta Peralta | 1:0 2:0 2:1 |

| 84' | Lizbeth Ovalle | 2:2 |

| Principal  | Priscila Pérez  |
| Asistentes | Jéssica Morales |
|            | Damaris Jiménez |
| Cuarto     | Martin Molina   |
| Quinto     | Antonio López   |

|                    |     |     |
| Tiros              | 4   | 2   |
| Tiros a puerta     | 2   | 1   |
| Faltas             | 5   | 9   |
| Saques de esquina  | 2   | 3   |
| Penaltis           | 0   | 0   |
| Fueras de juego    | 2   | 1   |
| Posesión del balón | 53% | 47% |

| Alineación inicial |

| 1     | POR   | Aurora Santiago   |     |
| 3     | DEF   | Marylin Díaz      |     |
| 4     | DEF   | Ana Lozada        |     |
| 14    | DEF   | Mónica Rodríguez  | 67' |
| 25    | DEF   | Jana Gutiérrez    |     |
| 8     | MED   | Esmeralda Verdugo |     |
| 19    | MED   | Zulma Hernández   |     |
| 20    | MED   | Diana González    |     |
| 9     | DEL   | Lucero Cuevas     |     |
| 10    | DEL   | Daniela Espinosa  |     |
| 18    | DEL   | Betzy Cuevas      |     |
| D. T. | D. T. | Leonardo Cuéllar  |     |

| 1     | POR   | Alejandra Gutiérrez  |     |
| 4     | DEF   | Greta Espinoza       |     |
| 13    | DEF   | Karen Luna           |     |
| 22    | DEF   | Selene Cortés        |     |
| 6     | MED   | Nancy Antonio        |     |
| 7     | MED   | Liliana Mercado      |     |
| 14    | MED   | Lizbeth Ovalle       |     |
| 15    | MED   | Cristina Ferral      | 65' |
| 18    | MED   | Belén Cruz           |     |
| 9     | DEL   | Evelyn González      | 45' |
| 10    | DEL   | Katty Martínez       | 82' |
| D. T. | D. T. | Ramón Villa Zevallos |     |

| 15 | Centrocampista | Julieta Peralta | 67' |

| 8  | Centrocampista | Christian Jaramillo | 45' |
| 11 | Centrocampista | Lydia Rangel        | 65' |
| 30 | Delantero      | Alison González     | 82' |

| 42' · 70' · 72' (a.g.) | Diana González Betzy Cuevas Julieta Peralta | 1:0 2:0 2:1 |

| 84' | Lizbeth Ovalle | 2:2 |

| Principal  | Priscila Pérez  |
| Asistentes | Jéssica Morales |
|            | Damaris Jiménez |
| Cuarto     | Martin Molina   |
| Quinto     | Antonio López   |

|                    |     |     |
| Tiros              | 4   | 2   |
| Tiros a puerta     | 2   | 1   |
| Faltas             | 5   | 9   |
| Saques de esquina  | 2   | 3   |
| Penaltis           | 0   | 0   |
| Fueras de juego    | 2   | 1   |
| Posesión del balón | 53% | 47% |

| Alineación inicial |

#### Final - Vuelta
| 1     | POR   | Alejandra Gutiérrez  |     |
| 4     | DEF   | Greta Espinoza       |     |
| 13    | DEF   | Karen Luna           | 39' |
| 22    | DEF   | Selene Cortés        |     |
| 6     | MED   | Nancy Antonio        |     |
| 7     | MED   | Liliana Mercado      |     |
| 8     | MED   | Christian Jaramillo  |     |
| 11    | MED   | Lydia Rangel         |     |
| 14    | MED   | Lizbeth Ovalle       |     |
| 18    | DEL   | Belén Cruz           |     |
| 10    | DEL   | Katty Martínez       | 77' |
| D. T. | D. T. | Ramón Villa Zevallos |     |

| 1     | POR   | Aurora Santiago   |     |
| 3     | DEF   | Marylin Díaz      |     |
| 4     | DEF   | Ana Lozada        |     |
| 14    | DEF   | Mónica Rodríguez  |     |
| 25    | MED   | Jana Gutiérrez    |     |
| 8     | MED   | Esmeralda Verdugo |     |
| 19    | MED   | Zulma Hernández   |     |
| 20    | MED   | Diana González    | 81' |
| 18    | MED   | Betzy Cuevas      |     |
| 9     | DEL   | Lucero Cuevas     |     |
| 10    | DEL   | Daniela Espinosa  | 92' |
| D. T. | D. T. | Leonardo Cuéllar  |     |

| 17 | Defensa   | Natalia Villarreal | 39' |
| 30 | Delantero | Alison González    | 77' |

| 6  | Defensa        | Marcela Valera | 81' |
| 28 | Centrocampista | Vannya García  | 92' |

| 71' | Liliana Mercado | 1:1 |

| 45' | Diana González | 0:1 |

| No · No · Sí · No | Lydia Rangel Christian Jaramillo Nancy Antonio Belén Cruz | 0:1 1:2 1:3 |

| Sí · No · Sí · Sí | Marylin Díaz Vannya García Esmeralda Verdugo Lucero Cuevas | 0:1 0:2 1:3 |

| 2' · 52' | Greta Espinoza Nancy Antonio |

| 25' · 35' · 83' | Jana Gutiérrez Daniela Espinosa Marcela Valera |

| Principal  | Quetzalli Alvarado |
| Asistentes | Mayra Mora         |
|            | Sandra Ramírez     |
| Cuarto     | Katia García       |
| Quinto     | Pedro Reyes        |

|                    |     |     |
| Tiros              | 3   | 2   |
| Tiros a puerta     | 1   | 1   |
| Faltas             | 6   | 9   |
| Saques de esquina  | 4   | 1   |
| Penaltis           | 0   | 0   |
| Fueras de juego    | 0   | 1   |
| Posesión del balón | 52% | 48% |

| Alineación inicial |

| 1     | POR   | Alejandra Gutiérrez  |     |
| 4     | DEF   | Greta Espinoza       |     |
| 13    | DEF   | Karen Luna           | 39' |
| 22    | DEF   | Selene Cortés        |     |
| 6     | MED   | Nancy Antonio        |     |
| 7     | MED   | Liliana Mercado      |     |
| 8     | MED   | Christian Jaramillo  |     |
| 11    | MED   | Lydia Rangel         |     |
| 14    | MED   | Lizbeth Ovalle       |     |
| 18    | DEL   | Belén Cruz           |     |
| 10    | DEL   | Katty Martínez       | 77' |
| D. T. | D. T. | Ramón Villa Zevallos |     |

| 1     | POR   | Aurora Santiago   |     |
| 3     | DEF   | Marylin Díaz      |     |
| 4     | DEF   | Ana Lozada        |     |
| 14    | DEF   | Mónica Rodríguez  |     |
| 25    | MED   | Jana Gutiérrez    |     |
| 8     | MED   | Esmeralda Verdugo |     |
| 19    | MED   | Zulma Hernández   |     |
| 20    | MED   | Diana González    | 81' |
| 18    | MED   | Betzy Cuevas      |     |
| 9     | DEL   | Lucero Cuevas     |     |
| 10    | DEL   | Daniela Espinosa  | 92' |
| D. T. | D. T. | Leonardo Cuéllar  |     |

| 17 | Defensa   | Natalia Villarreal | 39' |
| 30 | Delantero | Alison González    | 77' |

| 6  | Defensa        | Marcela Valera | 81' |
| 28 | Centrocampista | Vannya García  | 92' |

| 71' | Liliana Mercado | 1:1 |

| 45' | Diana González | 0:1 |

| No · No · Sí · No | Lydia Rangel Christian Jaramillo Nancy Antonio Belén Cruz | 0:1 1:2 1:3 |

| Sí · No · Sí · Sí | Marylin Díaz Vannya García Esmeralda Verdugo Lucero Cuevas | 0:1 0:2 1:3 |

| 2' · 52' | Greta Espinoza Nancy Antonio |

| 25' · 35' · 83' | Jana Gutiérrez Daniela Espinosa Marcela Valera |

| Principal  | Quetzalli Alvarado |
| Asistentes | Mayra Mora         |
|            | Sandra Ramírez     |
| Cuarto     | Katia García       |
| Quinto     | Pedro Reyes        |

|                    |     |     |
| Tiros              | 3   | 2   |
| Tiros a puerta     | 1   | 1   |
| Faltas             | 6   | 9   |
| Saques de esquina  | 4   | 1   |
| Penaltis           | 0   | 0   |
| Fueras de juego    | 0   | 1   |
| Posesión del balón | 52% | 48% |

| Alineación inicial |

| 1     | POR   | Alejandra Gutiérrez  |     |
| 4     | DEF   | Greta Espinoza       |     |
| 13    | DEF   | Karen Luna           | 39' |
| 22    | DEF   | Selene Cortés        |     |
| 6     | MED   | Nancy Antonio        |     |
| 7     | MED   | Liliana Mercado      |     |
| 8     | MED   | Christian Jaramillo  |     |
| 11    | MED   | Lydia Rangel         |     |
| 14    | MED   | Lizbeth Ovalle       |     |
| 18    | DEL   | Belén Cruz           |     |
| 10    | DEL   | Katty Martínez       | 77' |
| D. T. | D. T. | Ramón Villa Zevallos |     |

| 1     | POR   | Aurora Santiago   |     |
| 3     | DEF   | Marylin Díaz      |     |
| 4     | DEF   | Ana Lozada        |     |
| 14    | DEF   | Mónica Rodríguez  |     |
| 25    | MED   | Jana Gutiérrez    |     |
| 8     | MED   | Esmeralda Verdugo |     |
| 19    | MED   | Zulma Hernández   |     |
| 20    | MED   | Diana González    | 81' |
| 18    | MED   | Betzy Cuevas      |     |
| 9     | DEL   | Lucero Cuevas     |     |
| 10    | DEL   | Daniela Espinosa  | 92' |
| D. T. | D. T. | Leonardo Cuéllar  |     |

| 17 | Defensa   | Natalia Villarreal | 39' |
| 30 | Delantero | Alison González    | 77' |

| 6  | Defensa        | Marcela Valera | 81' |
| 28 | Centrocampista | Vannya García  | 92' |

| 71' | Liliana Mercado | 1:1 |

| 45' | Diana González | 0:1 |

| No · No · Sí · No | Lydia Rangel Christian Jaramillo Nancy Antonio Belén Cruz | 0:1 1:2 1:3 |

| Sí · No · Sí · Sí | Marylin Díaz Vannya García Esmeralda Verdugo Lucero Cuevas | 0:1 0:2 1:3 |

| 2' · 52' | Greta Espinoza Nancy Antonio |

| 25' · 35' · 83' | Jana Gutiérrez Daniela Espinosa Marcela Valera |

| Principal  | Quetzalli Alvarado |
| Asistentes | Mayra Mora         |
|            | Sandra Ramírez     |
| Cuarto     | Katia García       |
| Quinto     | Pedro Reyes        |

|                    |     |     |
| Tiros              | 3   | 2   |
| Tiros a puerta     | 1   | 1   |
| Faltas             | 6   | 9   |
| Saques de esquina  | 4   | 1   |
| Penaltis           | 0   | 0   |
| Fueras de juego    | 0   | 1   |
| Posesión del balón | 52% | 48% |

| Alineación inicial |

| 1     | POR   | Alejandra Gutiérrez  |     |
| 4     | DEF   | Greta Espinoza       |     |
| 13    | DEF   | Karen Luna           | 39' |
| 22    | DEF   | Selene Cortés        |     |
| 6     | MED   | Nancy Antonio        |     |
| 7     | MED   | Liliana Mercado      |     |
| 8     | MED   | Christian Jaramillo  |     |
| 11    | MED   | Lydia Rangel         |     |
| 14    | MED   | Lizbeth Ovalle       |     |
| 18    | DEL   | Belén Cruz           |     |
| 10    | DEL   | Katty Martínez       | 77' |
| D. T. | D. T. | Ramón Villa Zevallos |     |

| 1     | POR   | Aurora Santiago   |     |
| 3     | DEF   | Marylin Díaz      |     |
| 4     | DEF   | Ana Lozada        |     |
| 14    | DEF   | Mónica Rodríguez  |     |
| 25    | MED   | Jana Gutiérrez    |     |
| 8     | MED   | Esmeralda Verdugo |     |
| 19    | MED   | Zulma Hernández   |     |
| 20    | MED   | Diana González    | 81' |
| 18    | MED   | Betzy Cuevas      |     |
| 9     | DEL   | Lucero Cuevas     |     |
| 10    | DEL   | Daniela Espinosa  | 92' |
| D. T. | D. T. | Leonardo Cuéllar  |     |

| 17 | Defensa   | Natalia Villarreal | 39' |
| 30 | Delantero | Alison González    | 77' |

| 6  | Defensa        | Marcela Valera | 81' |
| 28 | Centrocampista | Vannya García  | 92' |

| 71' | Liliana Mercado | 1:1 |

| 45' | Diana González | 0:1 |

| No · No · Sí · No | Lydia Rangel Christian Jaramillo Nancy Antonio Belén Cruz | 0:1 1:2 1:3 |

| Sí · No · Sí · Sí | Marylin Díaz Vannya García Esmeralda Verdugo Lucero Cuevas | 0:1 0:2 1:3 |

| 2' · 52' | Greta Espinoza Nancy Antonio |

| 25' · 35' · 83' | Jana Gutiérrez Daniela Espinosa Marcela Valera |

| Principal  | Quetzalli Alvarado |
| Asistentes | Mayra Mora         |
|            | Sandra Ramírez     |
| Cuarto     | Katia García       |
| Quinto     | Pedro Reyes        |

|                    |     |     |
| Tiros              | 3   | 2   |
| Tiros a puerta     | 1   | 1   |
| Faltas             | 6   | 9   |
| Saques de esquina  | 4   | 1   |
| Penaltis           | 0   | 0   |
| Fueras de juego    | 0   | 1   |
| Posesión del balón | 52% | 48% |

| Alineación inicial |

| Campeón Apertura 2018 |
| --------------------- |
|                       |
| América               |
| 1° título             |

## Estadísticas

### Clasificación juego limpio
- Datos según la página oficial.
- Fecha de actualización: 20 de noviembre de 2018

| Lugar                                | Club                                 |          |          |          | Puntos   |
| ------------------------------------ | ------------------------------------ | -------- | -------- | -------- | -------- |
| 1°                                   | Puebla                               | 8        | 0        | 0        | 8        |
| 2°                                   | Veracruz                             | 9        | 0        | 0        | 9        |
| 3°                                   | Tijuana                              | 10       | 0        | 0        | 10       |
| 4°                                   | Lobos BUAP                           | 12       | 0        | 0        | 12       |
| 5°                                   | Necaxa                               | 11       | 0        | 1        | 14       |
| 6°                                   | Santos Laguna                        | 11       | 0        | 1        | 14       |
| 7°                                   | Querétaro                            | 14       | 0        | 0        | 14       |
| 8°                                   | América                              | 12       | 0        | 1        | 15       |
| 9°                                   | Pachuca                              | 16       | 0        | 0        | 16       |
| 10°                                  | Atlas                                | 16       | 0        | 0        | 16       |
| 11°                                  | Monarcas Morelia                     | 14       | 0        | 1        | 17       |
| 12°                                  | Toluca                               | 14       | 0        | 1        | 17       |
| 13°                                  | Monterrey                            | 16       | 0        | 1        | 19       |
| 14°                                  | Tigres UANL                          | 13       | 0        | 2        | 19       |
| 15°                                  | Guadalajara                          | 15       | 0        | 2        | 21       |
| 16°                                  | Pumas UNAM                           | 22       | 0        | 0        | 22       |
| 17°                                  | León                                 | 20       | 0        | 1        | 23       |
| 18°                                  | Cruz Azul                            | 26       | 0        | 2        | 32       |
| Primera Tarjeta Amarilla             | Primera Tarjeta Amarilla             | 1 punto  | 1 punto  | 1 punto  | 1 punto  |
| Segunda Tarjeta Amarilla y Expulsión | Segunda Tarjeta Amarilla y Expulsión | 3 puntos | 3 puntos | 3 puntos | 3 puntos |
| Tarjeta Roja Directa                 | Tarjeta Roja Directa                 | 3 puntos | 3 puntos | 3 puntos | 3 puntos |

### Máximas Goleadoras
Lista con las máximas goleadoras del torneo.
- Datos según la página oficial.

Fecha de actualización: 20 de noviembre de 2018
| Pos  | Jugadora                            | Club      | Goles | Minutos jugados | Anota cada |
| ---- | ----------------------------------- | --------- | ----- | --------------- | ---------- |
| 1.º  | Mónica Desiree Monsiváis Salayandia | Monterrey | 13    | 887             | 68.23      |
| 2.º  | Katty Martínez Abad                 | Tigres    | 12    | 834             | 69.50      |
| 3.º  | Mariel Román Pacheco                | Toluca    | 11    | 1075            | 97.73      |
| 4.º  | Mariela Jiménez Mirón               | Puebla    | 9     | 1315            | 146.11     |
| 5.º  | Mónica Ocampo Medina                | Pachuca   | 8     | 619             | 77.38      |
| 6.º  | Diana Laura Evangelista Chávez      | Monterrey | 8     | 1064            | 133.00     |
| 7.º  | Betzy Casandra Cuevas Araujo        | América   | 7     | 1257            | 179.57     |
| 8.º  | Adriana Iturbide Ibarra             | Atlas     | 7     | 1131            | 180.00     |
| 9.º  | Sanjuana De Jesús Muñoz Murillo     | León      | 7     | 1411            | 201.57     |
| 10.º | Yahaira Esmeralda Flores Olivares   | Santos    | 7     | 1305            | 186.43     |

#### Hat-Trickso más
| Jugadora                            | Club      | Local       | Resultado | Visita    | Goles           | Fecha                   | Jornada    |
| ----------------------------------- | --------- | ----------- | --------- | --------- | --------------- | ----------------------- | ---------- |
| Daniela Lizbeth Solís Contreras     | Monterrey | Monterrey   | 8 - 0     | Querétaro | 48' 58' 78'     | 19 de agosto de 2018    | Jornada 6  |
| Mónica Desiree Monsiváis Salayandia | Monterrey | Guadalajara | 1 - 3     | Monterrey | 7' 11' 32'      | 15 de octubre de 2018   | Jornada 13 |
| Katty Martínez Abad                 | Tigres    | Monterrey   | 4 - 5     | Tigres    | 53' 87' 88'     | 22 de octubre de 2018   | Jornada 14 |
| Mónica Desiree Monsiváis Salayandia | Monterrey | Monterrey   | 4 - 5     | Tigres    | 12' 14' 23' 74' | 22 de octubre de 2018   | Jornada 14 |
| Michelle González Mercado           | León      | León        | 3 - 0     | Santos    | 38' 47' 50'     | 25 de octubre de 2018   | Jornada 15 |
| Teresa González Evelyn              | Tigres    | Tigres      | 7 - 0     | Necaxa    | 38' 58' 77'     | 12 de noviembre de 2018 | Jornada 15 |
| Sharon Andrea Barba Almanza         | Cruz Azul | Cruz Azul   | 3 - 1     | Tijuana   | 16' 42' 64'     | 28 de octubre de 2018   | Jornada 16 |
| Mariel Roman Pacheco                | Toluca    | Veracruz    | 2 - 4     | Toluca    | 35' 81' 89'     | 5 de noviembre de 2018  | Jornada 17 |

### Torneo Regular
- Primer gol de la temporada: Anotado por Sharon Andrea Barba Almanza (Cruz Azul), en el Cruz Azul 1 - 2 Pachuca

- Último gol de la temporada: Anotado por Sanjuana De Jesús Muñoz Murillo (León) en el Morelia 1 - 3 León

- Gol más rápido:

- Gol más tardío:

- Mayor número de goles marcados en un partido: 9 goles Monterrey 4 - 5 Tigres

- Mayor victoria de local: Jornada 6 Monterrey 8 - 0 Querétaro

- Mayor victoria de visita: Jornada 6 Morelia 1 - 5 Guadalajara y Jornada 16 Morelia 1 - 5 Tigres

### Rachas
- Mayor racha ganadora:

- Mayor racha invicta:

- Mayor racha anotando:

- Mayor racha sin anotar:

- Mayor racha perdiendo:

- Mayor racha empatando:

- Mayor racha sin ganar:

## Asistencia
Lista con la asistencia de los partidos y equipos Liga MX Femenil.
- Datos según la página oficial de la competición.

Fecha de actualización: 20 de noviembre de 2018

### Por jornada
| 1  | 18,146 | 2,269 | Tigres vs Querétaro (9,235)      | Necaxa vs Santos (460)       | Jornada 1  |
| 2  | 19,233 | 2,404 | Pachuca vs Puebla (7,444)        | Monterrey vs Necaxa (250)    | Jornada 2  |
| 3  | 17,336 | 2,167 | Tigres vs Atlas (7,250)          | UNAM vs Veracruz (800)       | Jornada 3  |
| 4  | 13,639 | 1,705 | Monterrey vs Guadalajara (4,647) | Atlas vs Querétaro (327)     | Jornada 4  |
| 5  | 47,965 | 5,996 | Tigres vs Monterrey (37,601)     | Veracruz vs Pachuca (365)    | Jornada 5  |
| 6  | 9,050  | 1,131 | Morelia vs Guadalajara (5,024)   | Monterrey vs Querétaro (325) | Jornada 6  |
| 7  | 13,169 | 1,646 | Tigres vs Morelia (7,153)        | Atlas vs Santos (320)        | Jornada 7  |
| 8  | 6,347  | 793   | Guadalajara vs Tigres (2,389)    | Necaxa vs León (223)         | Jornada 8  |
| 9  | 6,794  | 849   | Pachuca vs Toluca (3,222)        | Atlas vs Necaxa (257)        | Jornada 9  |
| 10 | 8,362  | 1,045 | Pachuca vs Cruz Azul (4,231)     | Atlas vs Morelia (163)       | Jornada 10 |
| 11 | 15,408 | 1,926 | Guadalajara vs Atlas (4,439)     | Necaxa vs Monterrey (284)    | Jornada 11 |
| 12 | 6,799  | 850   | Pachuca vs Tijuana (2,343)       | Monterrey vs Morelia (235)   | Jornada 12 |
| 13 | 6,908  | 864   | Guadalajara vs Monterrey (1,668) | Cruz Azul vs Toluca (319)    | Jornada 13 |
| 14 | 23,606 | 2,951 | Monterrey vs Tigres (17,321)     | Lobos BUAP vs UNAM (300)     | Jornada 14 |
| 15 | 2,355  | 337   | UNAM vs América (575)            | Veracruz vs Lobos BUAP (70)  | Jornada 15 |
| 16 | 6,552  | 819   | Morelia vs Tigres (2,101)        | Necaxa vs Querétaro (183)    | Jornada 16 |
| 17 | 23,430 | 2,929 | Tigres vs Guadalajara (13,521)   | Veracruz vs Toluca (98)      | Jornada 17 |
| 18 | 5,149  | 644   | Morelia vs León (1,519)          | Necaxa vs Atlas (182)        | Jornada 18 |

### Cuartos de final[6]
| Ida    | Toluca 2 - 2 América        | Nemesio Diez              | 21 de noviembre de 2018 | 2,815  | 35,980 aficionados **4,497 en promedio por partido** |
| Ida    | Monterrey 1 - 1 Guadalajara | BBVA Bancomer             | 22 de noviembre de 2018 | 3,065  | 35,980 aficionados **4,497 en promedio por partido** |
| Ida    | Atlas 1 - 2 Tigres          | Alfredo "Pistache" Torres | 23 de noviembre de 2018 | 710    | 35,980 aficionados **4,497 en promedio por partido** |
| Ida    | UNAM 0 - 1 Pachuca          | La Cantera Cancha #1      | 23 de noviembre de 2018 | 873    | 35,980 aficionados **4,497 en promedio por partido** |
| Vuelta | América 3 - 1 Toluca        | Cancha Centenario #5      | 24 de noviembre de 2018 | 810    | 35,980 aficionados **4,497 en promedio por partido** |
| Vuelta | Guadalajara 0 - 0 Monterrey | Akron                     | 25 de noviembre de 2018 | 3,116  | 35,980 aficionados **4,497 en promedio por partido** |
| Vuelta | Pachuca 5 - 1 UNAM          | Estadio Hidalgo           | 26 de noviembre de 2018 | 8,332  | 35,980 aficionados **4,497 en promedio por partido** |
| Vuelta | Tigres 0 - 0 Atlas          | Universitario             | 26 de noviembre de 2018 | 16,269 | 35,980 aficionados **4,497 en promedio por partido** |

### Semifinales[7]
| Ida    | América 0 - 0 Pachuca    | Cancha Centenario #5  | 30 de noviembre | 857    | 36,771 aficionados **9,193 en promedio por partido** |
| Ida    | Guadalajara 1 - 1 Tigres | Akron                 | 30 de noviembre | 3,719  | 36,771 aficionados **9,193 en promedio por partido** |
| Vuelta | Pachuca 0 - 1 América    | Estadio Hidalgo       | 3 de diciembre  | 10,332 | 36,771 aficionados **9,193 en promedio por partido** |
| Vuelta | Tigres 4 - 2 Guadalajara | Estadio Universitario | 3 de diciembre  | 21,863 | 36,771 aficionados **9,193 en promedio por partido** |

### Final
| Ida    | América 2 - 2 Tigres | Estadio Azteca        | 11 de diciembre | 33,430 | 74,551 aficionados **37,276 en promedio por partido** |
| Vuelta | Tigres 1 - 1 América | Estadio Universitario | 15 de diciembre | 41,121 | 74,551 aficionados **37,276 en promedio por partido** |

### Por equipos
| Pos   | Equipo           | Total   | Promedio | Más alta | Más baja |
| ----- | ---------------- | ------- | -------- | -------- | -------- |
| 1     | Tigres UANL      | 82,576  | 10,322   | 37,601   | 400      |
| 2     | Pachuca          | 31,978  | 3,997    | 7,444    | 2,145    |
| 3     | Monterrey        | 25,289  | 3,161    | 17,321   | 235      |
| 4     | Monarcas Morelia | 16,404  | 2,051    | 5,024    | 753      |
| 5     | Tijuana          | 13,684  | 1,711    | 6,333    | 933      |
| 6     | Guadalajara      | 13,108  | 1,639    | 4,439    | 310      |
| 7     | Toluca           | 12,929  | 1,616    | 3,899    | 557      |
| 8     | Atlas            | 8,549   | 1,069    | 5,652    | 163      |
| 9     | León             | 7,307   | 913      | 2,047    | 305      |
| 10    | Santos Laguna    | 7,017   | 877      | 1,759    | 421      |
| 11    | Puebla           | 5,373   | 672      | 1,700    | 150      |
| 12    | Querétaro        | 5,303   | 663      | 1,125    | 310      |
| 13    | Lobos BUAP       | 4,778   | 597      | 935      | 300      |
| 14    | Cruz Azul        | 4,701   | 588      | 1,213    | 313      |
| 15    | Pumas UNAM       | 4,682   | 585      | 800      | 420      |
| 16    | América          | 4,189   | 524      | 1,504    | 270      |
| 17    | Necaxa           | 3,418   | 427      | 1,200    | 182      |
| 18    | Veracruz         | 2,278   | 285      | 485      | 70       |
| Total | Total            | 253,563 | 1,761    | 37,601   | 70       |